# 开放技术基金会
开放技术基金会（英語：Open Technology Fund，简称OTF）是美国的非营利公司，原为自由亚洲电台运营的项目，旨在支持全球網路自由技术，职责为“支持推广言论自由、突破审查制度、对抗压迫性监视手段的开放技术及社群，推动人权及开放社会发展”。2019年11月，开放技术基金会改制为独立非营利公司，接受美国国际媒体署捐赠。

## 历史
开放技术基金会于2012年成立，是自由亚洲电台旗下的试点计划。在美国国务卿希拉里·克林顿的提议下，美国国务院通过一项支持全球互联网自由的倡议。当时，自由亚洲电台开始研究技术，帮助观众躲避审查及监视。记者埃利·雷克认为，克林顿的政策“很大程度上受到在2009年伊朗绿色革命和2010年及2011年阿拉伯之春中起推动作用的网络行动主义影响”。
2014年9月，开放技术基金会与Google和Dropbox合作，成立Simply Secure组织，改善隐私工具的易用性。
2017年3月，由于特朗普政府对网络自由议题的态度不明确，开放技术基金会被指受到质疑。尽管如此，基金会仍继续接受国会的资助。
2019年11月，基金会改制为独立非营利公司。

## 项目
开放技术基金会资助第三方人士审计所支持的源代码相关计划。而其他非开放技术基金会的计划，若有受审查制度或监视手段威胁的人士或组织使用，也会获得基金会的审计资金支持。基金会支持的计划中，较为知名的有Cryptocat、Commotion Wireless、TextSecure、GlobaLeaks、MediaWiki、OpenPGP.js、Nitrokey、Ricochet和TrueCrypt。2014年，基金会表示，成立三年来，已资助30多位科技代码审计员，确定了OTF和非OTF资助项目中的185个隐私和安全漏洞。
2015年，Tor项目宣布基金会将资助HackerOne推广的漏洞赏金计划。计划最初采用邀请制注册，职责为找出The Tor Project应用的漏洞。
2019年10月，基金会技术总监莎拉·奥恩（Sarah Aoun）向ABC新闻报告了该会资助Cure53的研究计划，在中国政府推出的手机应用程序“学习强国”中的发现，表示该应用实质上把手机变成了“口袋监控设备”。研究总监亚当·林恩（Adam Lynn）告诉《华盛顿邮报》：“（这个应用）调用（的权限）本身就明显......他们花了很大力气（隐瞒这一切），只会仅以加深外界对这个议题的审视”。
基金会上层机构美国国际媒体署2019年发表的报告《开放技术基金会的影响》显示，全球每天有20亿人使用基金会资助的技术，超过三分之二的手机用户在设备中使用基金会孵化的技术。基金会前首席执行官刘仚表示，“随着全世界的极权主义政府不断尝试控制其公民在网上所读、所写乃至所分享的内容，基金会在这个如此关键时刻，可谓是碰上了下阶段发展的好时机”。在美国国际媒体署200亿美元的支持，基金会参与协助了香港反修例运动，直至中国政府于2020年6月推出港版国安法时，媒体署主任迈克尔·派克将这笔资金冻结才告终。

## 理事会风波
2020年6月17日，新上任的美国国际媒体署主任迈克尔·派克开除了基金会董事兼主席执行官刘仚。刘仚此前因就闭源软件使用问题于2020年6月13日递交辞呈，7月13日生效。6月23日，华盛顿哥伦比亚特区总检察长办公室提起诉讼，依照《哥伦比亚特区非营利企业法》，对这项人事变动提出异议。诉状指，有关行为违反了联邦通讯法规保护政府新闻机构不受政治干预的“防火墙”条款。7月21日，美国哥伦比亚特区联邦巡回上诉法院紧急暂停审理，封锁了案件的证据。法院的命令指，这些行为可能会威胁到在受政府压制国家对抗互联网审查的工作者。10月16日，在另一起案件中，特区高级法院裁定有关人事变动违法，新董事会所作任何变更均无效，恢复原董事会。
自2020年8月起，基金会便不断受到派克及媒体署领导层的压力。据Axios披露，这是因为基金会不愿延长法轮功的对抗中国防火长城的企业拨款期；《纽约时报》则指法轮功及旗下的《大纪元时报》媒体集团经常公开支持特朗普政府。8月8日，媒体署自行成立互联网自由办公室，放宽拨款条件，并开始请求基金会的受赠者到新办公室申请捐赠。8月20日，基金会向美国联邦法院起诉媒体署，要求对方扣缴先前商定的近2000万美元的赠款。

## 延伸阅读
- Paletta, Damian. . The Wall Street Journal. News Corp. 2016-02-22  [2021-02-28]. （原始内容存档于2018-06-19）.
- Groll, Elias. . Foreign Policy. Graham Holdings Company. 2016-04-06  [2021-02-28]. （原始内容存档于2022-03-03）.
- Verma, Pranshu. . The New York Times. 2020-12-19  [2021-02-28]. （原始内容存档于2022-06-06）.